# Halothiobacillus
Halothiobacillus es un género de proteobacterias gamma aerobias de metabolismo quimiolitoautótrofo obligado y son oxidantes de azufre.
Los miembros de este género estaban en Thiobacillus, y luego fueron reclasificados en 2000, como del orden de las sulfobacterias Chromatiales.